# Кипцы
Кипцы — село в Екатериновском районе Саратовской области. Административный центр сельского поселения Кипецкое муниципальное образование. 

## География
Находится на расстоянии примерно 1 километр на север от районного центра поселка Екатериновка.

## История
Официальная дата основания 1901 год.

## Население
Постоянное население составило 715 человек (русские 96%) в 2002 году, 693 в 2010.